# Christian Worch
Christian Worch (nacido el 14 de marzo de 1956) es una de las figuras más importantes de la escena neonazi alemana. Actualmente es presidente del partido de extrema derecha La Derecha.

## Biografía
En 1974 Worch comenzó a militar en la organización Hansabande en Hamburgo, junto con Michael Kühnen. El grupo desfiguró cementerios judíos, agredió a izquierdistas y extranjeros, y negó el Holocausto. El grupo se convirtió poco a poco en el Frente de Acción de los Nacionalsocialistas/Activistas Nacionales (ANS) en 1977. Worch y Kühnen mantuvieron estrechos lazos con la Wiking-Jugend.
Kühnen fue arrestado en 1979 y Worch asumió el liderazgo de la ANS. En 1980 fue enjuiciado por su activismo político, recibiendo una pena de prisión de tres años, a pesar de ser defendido por el abogado neonazi Jürgen Rieger durante su juicio. En 1983, la organización fue prohibida, por lo que Worch se unió al Freiheitliche Deutsche Arbeiterpartei (FAP) y fue nombrado vicepresidente del mismo. También se unió a la Nationale Liste (Lista Nacional), tras su fundación en 1989, y se convirtió en un miembro activo en su comité ejecutivo. Editó su propia revista, Index, hasta septiembre de 1991 y fue especialmente activo en los movimientos contrarios al antifascismo.
Después de que Kühnen muriera en 1991, Worch, junto con Winfried Arnulf Priem y Gottfried Küssel, se hizo cargo de la Gesinnungsgemeinschaft der Neuen Front (GDNF); esto le llevó a recibir a dos años de libertad condicional en 1994. Tuvo que pasar este tiempo en la cárcel a partir de febrero de 1996 debido a que la ANS/NA continuaba con sus actividades a pesar de haber sido prohibida, pero fue puesto en libertad a principios de 1997.
Por un corto tiempo en la década de 1990, Worch tuvo estrechas relaciones con el Partido Nacionaldemócrata de Alemania (NPD). En una entrevista, defendió su colaboración con el partido, diciendo que "el NPD, como un partido, por supuesto, es sólo un medio para propagar nuestra visión del mundo". Sin embargo, desde entonces se ha distanciado de la formación.
En 2012 fundó y fue nombrado presidente del partido de extrema derecha Die Rechte, continuando con este cargo hasta 2017. En 2021 volvió a convertirse en presidente de la formación.